# Pilosella sect. Cymellae
La sezione  Pilosella sect. Cymellae  (Fr.) F.W. Schultz & Sch.Bip. è una sezione di piante angiosperme dicotiledoni del genere Pilosella della famiglia delle Asteraceae.

## Etimologia
Il nome del genere (Pilosella) deriva dal latino "pilosus" (significa "peloso") e si riferisce all'aspetto piuttosto pubescente di queste piante. Il nome della sezione deriva dal "cymosum": fusti portanti cime, capolini più o meno appiattiti.
Il nome scientifico della sezione è stato definito dai botanici Elias Magnus Fries (1794-1878), Friedrich Wilhelm Schultz (1804-1876) e Carl Heinrich Schultz (1805-1867).

## Descrizione

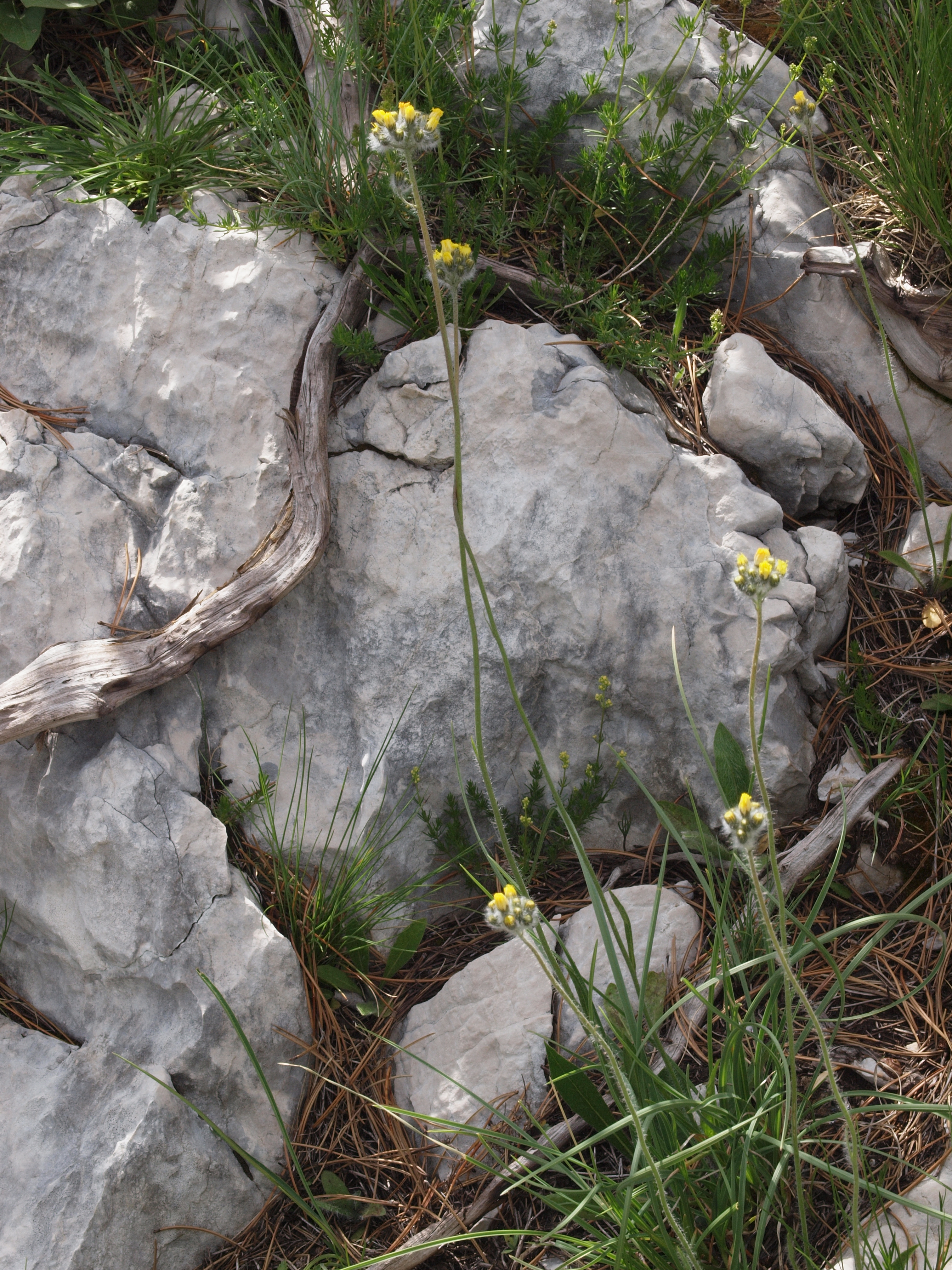
Il portamento
Pilosella cymosa

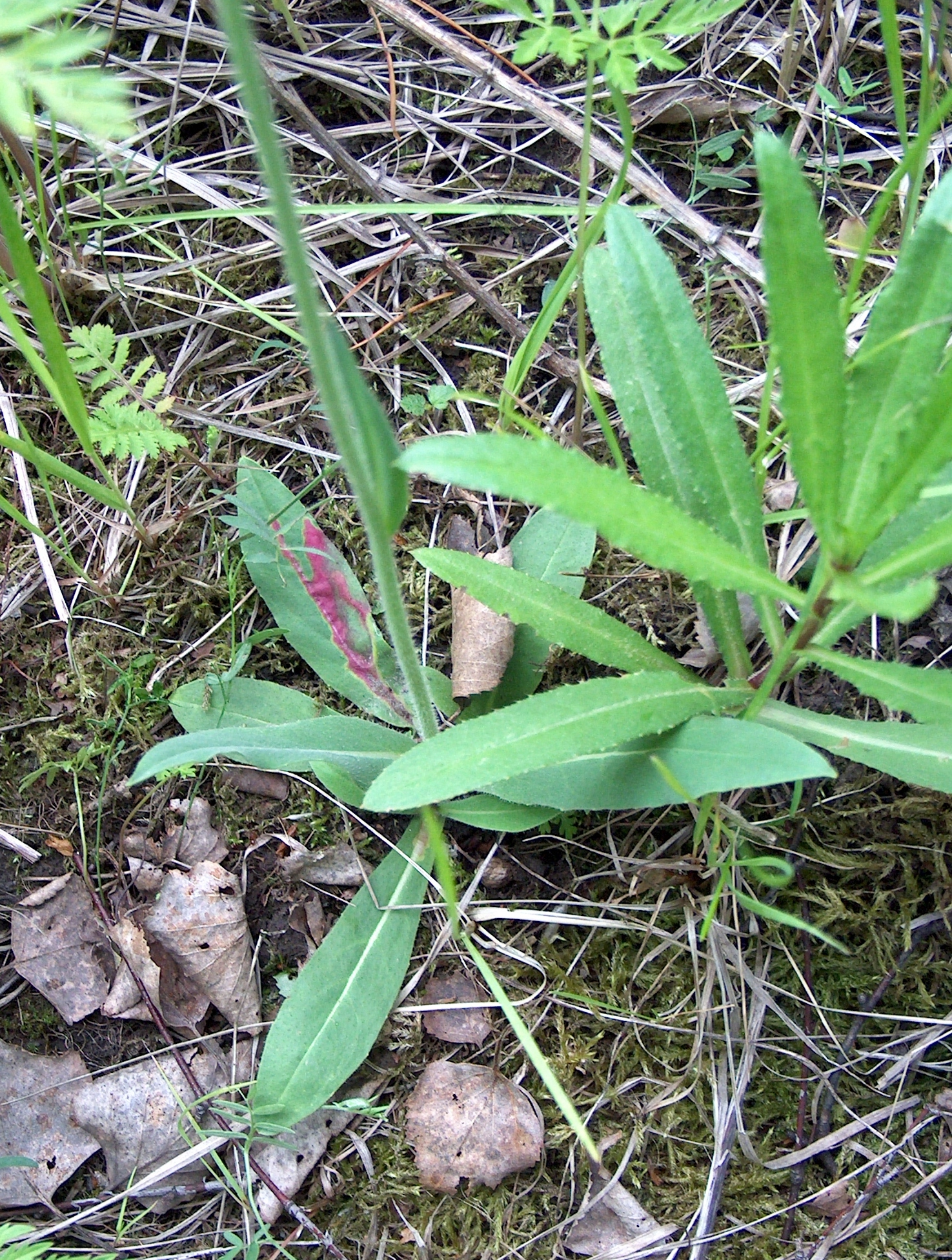
Le foglie
Pilosella cymosa

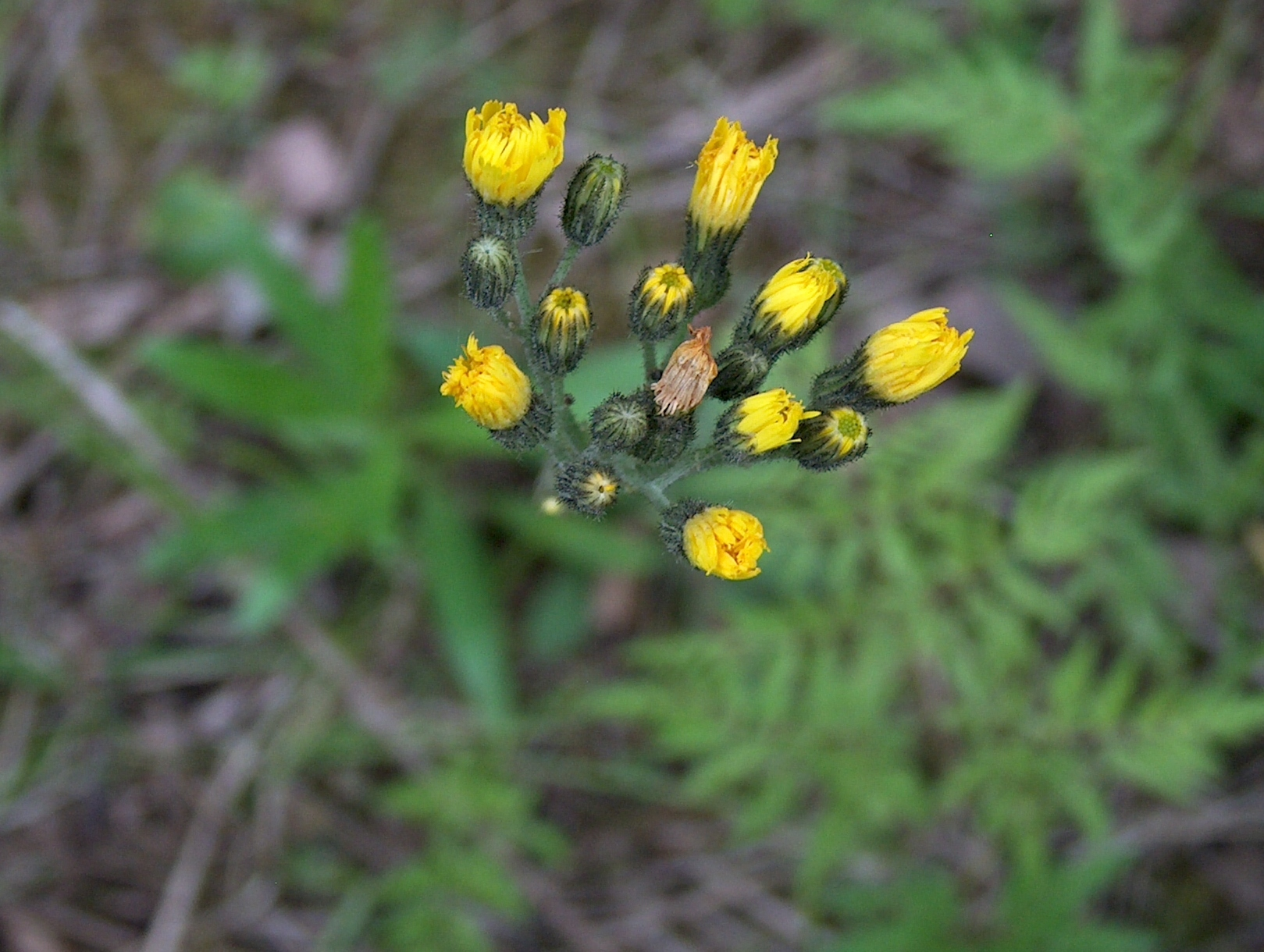
Infiorescenza
Pilosella cymosa

Habitus. Le specie di questa sezione, con cicli biologici perenni, sono piante erbacee alte da 40 a 80 cm. La forma biologica prevalente è emicriptofita rosulata (H ros). Tutte le specie del gruppo sono provviste di latice. La pubescenza in genere è fatta di peli semplici, lunghi 1 – 5 mm e chiari.
Fusto. I fusti, in genere eretti e ascendenti, sono di solito solitari e mediamente ramificati di tipo fillopode. Le radici in genere sono di tipo fittonante; non sono presenti stoloni.
Foglie. Sono presenti sia foglie delle rosette basali che cauline con disposizione alterna. Le lamine in genere sono intere spesso allungate o lineari. Le foglie basali (da 5 a 8) sono verdi, molli e opache; sono ristrette e confluenti in un picciolo; le forme sono lanceolate, ellittiche o spatolate con apici ottusi/arrotondati. Le foglie cauline (da 2 a 4), ricoperte di peli ghiandolari, sono sessili con forme oblunghe.
Infiorescenza. Le sinflorerescenze, composte da molti capolini terminali, sono di tipo umbellato. L'acladio è di 2 – 15 mm. L'infiorescenza è formata da un singolo capolino, solamente di tipo ligulifloro (ossia composto da diversi fiori ligulati). I capolini sono formati da un involucro composto da diverse brattee (o squame) all'interno delle quali un ricettacolo fa da base ai fiori ligulati. L'involucro ha una forma cilindrico-ellissoide ed è formato da 2 - 4 serie di brattee. Il ricettacolo, alla base dei fiori, è nudo (senza pagliette) e con alveoli brevemente dentati al margine. I peduncoli dei capolini e le brattee involucrali hanno dei peli semplici bianchi. Dimensione dell'involucro: 5 - 7,5 mm.
Fiori. I fiori, tutti ligulati (i fiori tubulosi in genere sono mancanti), sono tetra-ciclici (ossia sono presenti 4 verticilli: calice – corolla – androceo – gineceo) e pentameri (ogni verticillo ha in genere 5 elementi). I fiori sono ermafroditi, fertili e zigomorfi.
- Formula fiorale:

*/x K {\displaystyle \infty }, [C (5), A (5)], G 2 (infero), achenio
- Calice: i sepali del calice sono ridotti ad una coroncina di squame.
- Corolla: le corolle sono formate da un tubo (alla base) e da una ligula terminante con 5 denti; il colore è giallo saturo ma non striato.
- Androceo: gli stami sono 5 con filamenti liberi e distinti, mentre le antere sono saldate in un manicotto (o tubo) circondante lo stilo.[14] Le antere sono codate e allungate con una appendice apicale acuta; i filamenti sono lisci. Il polline è tricolporato.[15]
- Gineceo: lo stilo (giallo) è lungo, filiforme e peloso sul lato inferiore. Gli stigmi dello stilo sono due divergenti e ricurvi con la superficie stigmatica posizionata internamente (vicino alla base).[16] L'ovario è infero uniloculare formato da 2 carpelli.

Frutti. I frutti sono degli acheni con pappo. Gli acheni (colorati di castano scuro) hanno una forma cilindrica ristretta alla base (ma non all'apice) e privi di becco (non sono compressi); sono inoltre provvisti di 10 coste longitudinali terminanti con un dentello. Il pappo si compone di fragili setole semplici color bianco-sporco su una sola serie. Dimensione degli acheni: 2 mm.

## Biologia
- Impollinazione: l'impollinazione avviene tramite insetti (impollinazione entomogama tramite farfalle diurne e notturne).
- Riproduzione: la fecondazione avviene fondamentalmente tramite l'impollinazione dei fiori (vedi sopra).
- Dispersione: i semi (gli acheni) cadendo a terra sono successivamente dispersi soprattutto da insetti tipo formiche (disseminazione mirmecoria). In questo tipo di piante avviene anche un altro tipo di dispersione: zoocoria. Infatti gli uncini delle brattee dell'involucro (se presenti) si agganciano ai peli degli animali di passaggio disperdendo così anche su lunghe distanze i semi della pianta.

## Distribuzione e habitat
La distribuzione è alpina (Alpi e Appennini) con habitat su prati magri e aridi.

## Tassonomia
La famiglia di appartenenza di questa voce (Asteraceae o Compositae, nomen conservandum) probabilmente originaria del Sud America, è la più numerosa del mondo vegetale, comprende oltre 23.000 specie distribuite su 1.535 generi, oppure 22.750 specie e 1.530 generi secondo altre fonti (una delle checklist più aggiornata elenca fino a 1.679 generi). La famiglia attualmente (2021) è divisa in 16 sottofamiglie.

### Filogenesi
Il genere di questa voce appartiene alla sottotribù Hieraciinae della tribù Cichorieae (unica tribù della sottofamiglia Cichorioideae). In base ai dati filogenetici la sottofamiglia Cichorioideae è il terz'ultimo gruppo che si è separato dal nucleo delle Asteraceae (gli ultimi due sono Corymbioideae e Asteroideae). La sottotribù Hieraciinae fa parte del "quinto" clade della tribù; in questo clade è posizionata alla base ed è "sorella" al resto del gruppo comprendente, tra le altre, le sottotribù Microseridinae e Cichoriinae. Il nucleo della sottotribù Hieraciinae è l'alleanza Hieracium - Pilosella (comprendenti la quasi totalità delle specie della sottotribù - oltre 3000 specie) e formano (insieme ad altri generi minori) un "gruppo fratello". Alcuni Autori includono in questo gruppo anche i generi Hispidella e Andryala.
I caratteri distintivi per il genere Pilosella sono:
- tutta la piante è densamente pelosa;
- gli acheni hanno 10 coste longitudinali.

Classificazione del genere. Il genere Pilosella è un genere di difficile classificazione in quanto molte specie tendono ad ibridarsi e molto spesso tra una specie e un'altra è presente un "continuam" di caratteri e quindi sono difficilmente separabili. Qui in particolare viene seguita la suddivisione in sezioni del materiale botanico così come sono elencate nell'ultima versione della "Flora d'Italia".
La sezione III  Cymellae comprende, relativamente alla flora spontanee a italiana, 2 specie principali e 7 specie secondarie. I caratteri distintivi per le specie di questa sezione sono:
- i peli in genere sono semplici, lunghi 1 - 5 mm e chiari;
- non sono presenti stoloni;
- lo scapo è ramificato, alto 20 - 100 cm, con molti capolini e con parecchie foglie cauline;
- le foglie basali sono verdi, molli e opache, quelle cauline sono ricoperte di peli ghiandolari;
- le sinflorescenze sono umbellate;
- i peduncoli dei capolini e le brattee involucrali hanno dei peli semplici bianchi.

Il numero cromosomico delle specie della sezione è: 2n = 18, 36, 45, 54 e 63 (specie diploidi, triploidi, tetraploidi, pentaploidi, hexaploidi... decaploidi).

### Specie della flora italiana
Nella flora spontanea italiana, per la sezione di questa voce, sono presenti le seguenti specie (principali e secondarie o derivate):
Specie principale. Pilosella cymosa  (L.) F.W.Schultz & Sch.Bip., 1862 - Pelosella corimbosa: l'altezza massima della pianta è di 40 – 80 cm; il ciclo biologico è perenne; la forma biologica è emicriptofita rosulata (H ros); il tipo corologico è  Alpico; l'habitat tipico sono i prati aridi e magri e luoghi erbosi in genere; in Italia è una specie che si trova nelle Alpi e negli Appennini fino ad una quota compresa tra 200 e 2.000 m s.l.m.. Per questa specie sono riconosciute 3 sottospecie tutte presenti in Italia.
Caratteri principali: le sinflorescenze sono formate da 20 - 50 capolini; il colore dei fiori è giallo o giallo-saturo ma senza striature.
Specie secondarie collegate a Pilosella cymosa:
| Specie                                                                 | Caratteri                                                            | Habitat                        | Distribuzione italiana     | Sottospecie                        |
| ---------------------------------------------------------------------- | -------------------------------------------------------------------- | ------------------------------ | -------------------------- | ---------------------------------- |
| Pilosella cymiflora (Nägeli & Peter) S.Bräut. & Greuter, 2007[22]      | Più simili alla specie P. cymosa che alla specie P. officinarum      | Prati e pascoli aridi          | Alpi e Appennini - Rara    |                                    |
| Pilosella pachycymigera (Gottschl.) Gottschl., 2010[23]                | Più simili alla specie P. cymosa che alla specie P. hoppeana         | Prati e pascoli subalpini      | Monte Baldo - Molto rara   |                                    |
| Pilosella laggeri (Sch.Bip. ex Rchb.) F.W.Schultz & Sch.Bip., 1862[24] | Tra la specie P. cymosa e la specie P. glacialis                     | Prati e pascoli alpini         | Alpi - Rara                |                                    |
| Pilosella hybrida (Vill.) F.W.Schultz & Sch.Bip., 1862[25]             | Più simili alla specie P. cymosa che alla specie P. peleteriana      | Prati e pascoli aridi e ghiaie | Valle di Susa - Molto rara | 2 sottospecie (una sola in Italia) |
| Pilosella sciadophora (Nägeli & Peter) Soják, 1971                     | Tra la specie P. cymosa e la specie P. lactucella                    | Prati montani                  | Alpi e Appennini - Rara    |                                    |
| Pilosella sciadogena Gottschl., 2011[26]                               | Più simili alla specie P. sciadophora che alla specie P. officinarum | Prati subalpini                | Appennini - Molto rara     |                                    |
Nota: la specie Pilosella sciadophora da alcune checklist è considerata un sinonimo della specie Pilosella corymbulifera (Arv.-Touv.) Arv.-Touv..
Specie principale. Pilosella guthnikiana  (Hegetschw. & Heer) Soják, 1972 - Pelosella di Guthnik: l'altezza massima della pianta è di 40 – 60 cm; il ciclo biologico è perenne; la forma biologica è emicriptofita rosulata (H ros); il tipo corologico è Alpico / Balcanico; l'habitat tipico sono i prati alpini e subalpini; in Italia è una specie rara e si trova nelle Alpi fino ad una quota compresa tra 1.400 e 2.400 m s.l.m..
Caratteri principali: le sinflorescenze sono formate da 15 - 20 capolini; i fiori sono colorati di giallo zafferano con striature rosse (sono possibili altre combinazioni: solo le ligule dei fiori esterni sono striati di rosso, oppure le ligule interne sono colorate di rosso solamente all'apice).
Specie secondarie collegate a Pilosella guthnikiana:
| Specie                                      | Caratteri                                              | Habitat         | Distribuzione italiana | Sottospecie |
| ------------------------------------------- | ------------------------------------------------------ | --------------- | ---------------------- | ----------- |
| Pilosella plaicensis (Woł.) Soják, 1982[29] | Tra la specie P. guthnikiana e la specie P. lactucella | Prati subalpini | Alpi - Molto rara      |             |

#### Specie italiane alpine
Alcune specie di questa sezione vivono sull'arco alpino. La tabella seguente mette in evidenza i dati relativi all'habitat, al substrato e alla distribuzione di alcune di queste specie alpine.
| Specie | Comunità vegetali | Piani vegetazionali         | Substrato  | pH     | Livello trofico | H2O   | Ambiente | Zona alpina                             |
| --- | ----------------- | --------------------------- | ---------- | ------ | --------------- | ----- | -------- | --------------------------------------- |
| P. cymosa | 9                 | collinare montano subalpino | Ca - Ca/Si | basico | basso           | arido | F2 F7    | tutto l'arco alpino (con discontinuità) |
| Legenda e note alla tabella. Substrato: con “Ca/Si” si intendono rocce di carattere intermedio (calcari silicei e simili). Zona alpina: vengono prese in considerazione solo le zone alpine del territorio italiano (sono indicate le sigle delle province). Comunità vegetali: 9 = comunità a emicriptofite e camefite delle praterie rase magre secche Ambienti: F2 = praterie rase, prati e pascoli dal piano collinare al subalpino; F7 = margini erbacei dei boschi. |                   |                             |            |        |                 |       |          |                                         |